# Kathrin Vogler

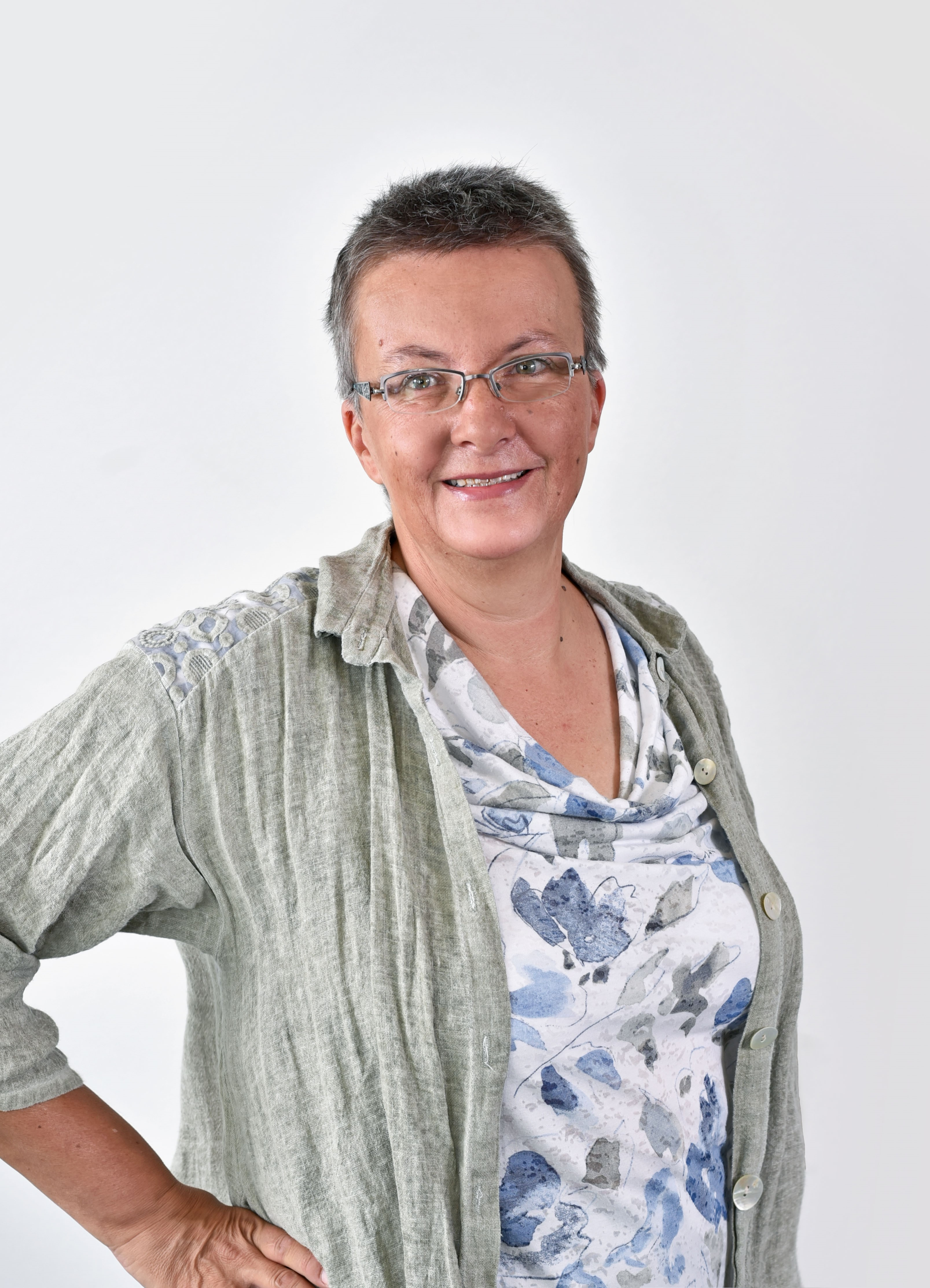
Kathrin Vogler, MdB (2020)

Kathrin Vogler (* 29. September 1963 in München) ist eine deutsche Politikerin der Partei Die Linke. Von 2009 bis 2025 war sie Mitglied des Deutschen Bundestages.

## Leben
1979 trat Kathrin Vogler in die Deutsche Friedensgesellschaft – Vereinigte KriegsdienstgegnerInnen (DFG-VK) ein. 1983 legte sie das Abitur am Gymnasium Martinum Emsdetten ab, trat der SPD bei und nahm ein Studium der Soziologie, Geschichte und Politikwissenschaft an der Universität Münster auf (bis 1990), ohne dieses jedoch abzuschließen. Während dieser Zeit engagierte sie sich im Landesvorstand der Jugendorganisation der DFG-VK, dem Jugendclub Courage, in Nordrhein-Westfalen. Von 1988 bis 1990 war Vogler außerdem Referentin für Kultur und Frieden im AStA der Uni Münster.
Nach ihrem Studienabbruch arbeitete sie von 1990 bis 1994 als Landesgeschäftsführerin des Landesverbandes Nordrhein-Westfalen der DFG-VK und zwischen 1995 und 1999 als Bundesgeschäftsführerin der DFG-VK. 1995 bis 2001 gehörte sie dem Bundessprecherinnenkreis der DFG-VK an. Nach ihrer Elternzeit von 1999 bis 2002 war sie bis 2009 als eine von drei Bundesgeschäftsführern des Bundes für Soziale Verteidigung (BSV) angestellt.
Vogler ist verheiratet und Mutter eines Kindes.

## Partei
Vogler gehörte seit 1983 aktiv der SPD an. Am 25. November 2001 trat sie aus der Partei aus; als Anlass nannte sie die „geschlossene Unterstützung der SPD-Fraktion im Bundestag für den Krieg gegen Afghanistan und die geplante Entsendung von Bundeswehreinheiten in diesen Krieg“. Sie war zugleich mit weiteren Entwicklungen in ihrer Partei nicht einverstanden.
2005 trat Vogler der WASG bei und fungierte bis zum Zusammenschluss dieser Partei mit der PDS im Jahr 2007 als Sprecherin des Kreisverbands Steinfurt. In der Partei DIE LINKE arbeitete sie als Kreisvorstandsmitglied und auf Landesebene mit. Von April 2009 bis Februar 2013 war sie Sprecherin des Kreisverbandes Steinfurt. Bei der Bundestagswahl 2009 kandidierte Vogler auf Platz 11, bei der Bundestagswahl 2013  auf Platz 7 der Landesliste in Nordrhein-Westfalen und bei der Bundestagswahl 2017 ebenfalls auf Listenplatz 7. Zur Bundestagswahl 2021 trat sie auf Platz 5 der nordrhein-westfälischen Landesliste an und erhielt erneut ein Mandat.
Am 29. Oktober 2022 wurde sie zusammen mit Sascha H. Wagner zur Landessprecherin von Die Linke Nordrhein-Westfalen gewählt.
Sie tritt zur Kommunalwahl 2025 als Landratskandidatin für den Kreis Steinfurt an.

## Abgeordnete
Kathrin Vogler ist seit 2009 Mitglied des Deutschen Bundestages. Sie trat bei der Bundestagswahl 2009 sowie bei der Bundestagswahl 2013 auf der Landesliste sowie als Direktkandidatin ihrer Partei im Wahlkreis Steinfurt III an. Bei beiden Wahlen zog sie als Listenkandidatin der LINKEN in Nordrhein-Westfalen in den Deutschen Bundestag ein. Während der 17. Wahlperiode war Vogler Mitglied im Gesundheitsausschuss und dessen stellvertretende Vorsitzende sowie stellvertretendes Mitglied im Verteidigungsausschuss und Mitglied im Unterausschuss Zivile Krisenprävention und vernetzte Sicherheit.
Sie war in der 18. Legislaturperiode des Deutschen Bundestages Obfrau im Unterausschuss für Zivile Krisenprävention, Konfliktbearbeitung und vernetztes Handeln, ordentliches Mitglied im Ausschuss für Gesundheit. Bis zu ihrem Ausscheiden aus dem Bundestag war sie seit dem 15. Dezember 2015 gesundheitspolitische Sprecherin und seit dem 20. Januar 2022 queerpolitische Sprecherin der Fraktion Die Linke im Bundestag sowie außerdem stellvertretende Vorsitzende der deutsch-indischen Parlamentariergruppe.
In der 19. Legislaturperiode des Deutschen Bundestages war Kathrin Vogler friedenspolitische Sprecherin der Fraktion DIE LINKE., ordentliches Mitglied im Auswärtigen Ausschuss und im Parlamentarischen Beirat für nachhaltige Entwicklung, Obfrau im Unterausschuss Zivile Krisenprävention und stellvertretendes Mitglied im Verteidigungsausschuss. Außerdem war sie stellvertretende Vorsitzende der deutsch-ukrainischen Parlamentariergruppe, stellvertretende Vorsitzende der Parlamentariergruppe der arabischsprachigen Staaten des Nahen und Mittleren Ostens und Mitglied der deutsch-iranischen Parlamentariergruppe. Sie war seit Dezember 2019 Mitglied der Kommission für Angelegenheiten von Mitarbeiterinnen und Mitarbeitern der Abgeordneten und seit Februar 2020 Mitglied des Parlamentarischen Beirats für nachhaltige Entwicklung.
Kathrin Vogler setzt sich gegen Bundeswehreinsätze im Ausland, Rüstungsexporte und höhere Rüstungsausgaben ein. Sie engagiert sich für Abrüstung, für eine neue Entspannungspolitik sowie für die zivile, gewaltfreie Konfliktbearbeitung internationaler Krisen und Konflikte. Vogler war zudem Mitbegründerin und eine der Gründungssprecher der Kooperation für den Frieden. Im Bundestag hat sie den fraktionsübergreifenden Parlamentskreis Atomwaffenverbot mitinitiiert, der sich für den Beitritt Deutschlands zum UN-Atomwaffenverbotsvertrag einsetzt.
Beim Antisemitismusbeschluss der Bundestagsfraktion am 21. Mai 2011 gehörte Vogler zu den Abweichlern innerhalb ihrer Fraktion, die sich nicht an der Abstimmung beteiligten.
Zu der vorgezogenen Bundestagswahl 2025 trat Vogler nicht mehr an. Seit dem 1. April 2025 ist sie Mitglied des Kreistags im Kreis Steinfurt. Sie rückte für einen Parteikollegen nach, der sein Mandat niedergelegt hatte.

## Schriften (Auswahl)
- Politisch werden! Ein Debattenbeitrag zum Szenario der Badischen Landeskirche "Sicherheit neu denken". In: pc-Korrespondenz 01/2019, April 2019.
- Deutsche Knarren für Bolsonaro. Bundesregierung lehnt pauschalen Rüstungsexportstopp nach Brasilien ab. Waffenherstellern winken dicke Geschäfte. In: Junge Welt, 19. November 2018.
- Mythen, Märchen, Manipulation. Acht Lügen über den UN-Migrationspakt. In: Neues Deutschland, 15. November 2018.
- mit Elvi Claßen: Die Bundeswehr und die „Hölle von Mossul“. Zwischen Propaganda, Kontrollverlust und blindem Gehorsam. In: Bund für Soziale Verteidigung/Hintergrund- und Diskussionspapier Nr. 56, 20. Juni 2017.
- Zivile, gewaltfreie Konfliktbearbeitung stärken statt für Militärisches vereinnahmen! In: PeaceLab-Blog „Krisenprävention weiterdenken“, 21. Juli 2016.

## Berichterstattung in den Medien
- WDR 5 Morgenecho - Interview mit Kathrin Vogler: Pränatale Bluttests: „Beratung ändern“.  11. April 2019.
- Ralf Schacke: Bundestagskandidaten: Kathrin Vogler, Linke: Sie wird immer mutiger. In: Westfälische Nachrichten, 15. September 2017.
- Deutsches Ärzteblatt (Video-Interview): Kathrin Vogler, gesundheitspolitische Sprecherin (Die Linke), zur Bundestagswahl 2017. 11. September 2017.